# Os Caras do Momento
Os Caras do Momento, é um single de MC Nego do Borel lançado em 14 de Dezembro 2012 pela Sony Music Entertainment.
O single foi lançado junto com seu videoclipe pela produtora Tom Produções. Os Caras do Momento tornou-se uma das principais
canções de Nego do Borel, com mais de 35 milhões de acessos no YouTube. A canção tornou-se single álbuns MC Nego do Borel e É Ele Mesmo, e foi incluída no DVD Da Lama à Ostentação - Ao Vivo. A música foi produzida por
DJ Pelé, atual produtor musical de Nego do Borel, e lançada em 2014 no seu álbum honônimo e relançada no álbum É Ele Mesmo.

## Faixas
| N.º | Título                                | Duração |  |
| 1.  | "Os Caras do Momento" (canção)        | 2:43    |  |
| 2.  | "Os Caras do Momento" (Vídeo musical) | 3:38    |  |

## Histórico de lançamento
| País           | Data                   | Gravadora                | Formato          | Ref.  |
| -------------- | ---------------------- | ------------------------ | ---------------- | ----- |
| Brasil         | 14 de Dezembro de 2012 | Sony Music Entertainment | Download digital | [ 6 ] |
| Estados Unidos | 14 de Dezembro de 2012 | Sony Music Entertainment | Download digital | [ 6 ] |
| México         | 14 de Dezembro de 2012 | Sony Music Entertainment | Download digital | [ 6 ] |
| Portugal       | 14 de Dezembro de 2012 | Sony Music Entertainment | Download digital | [ 6 ] |
| França         | 14 de Dezembro de 2012 | Sony Music Entertainment | Download digital | [ 6 ] |